# Баукау
Баукау (порт. Baucau) — город и подрайон на востоке центральной части Восточного Тимора. Является административным центром одноимённого района.

## История
Во времена португальской колонии город назывался Вила-Салазар (Vila Salazar). Инфраструктура города сильно пострадала в ходе борьбы Восточного Тимора за независимость. Тем не менее, в старой части города осталось немало зданий времён португальской колонии.

## География
Расположен в 123 км к востоку от столицы страны, города Дили. Площадь подрайона — 369,53 км².

## Население
Население подрайона по данным на 2010 год составляет 46 500 человек; по данным на 2004 год оно насчитывало 37 112 человек. Средний возраст населения — 18,7 лет.
Является центром католической епархии Баукау.

## Транспорт
В 6,5 км к югу от города располагается аэропорт Баукау (ранее известен как аэропорт Чакунг), который обладает самой длинной в стране взлётно-посадочной полосой.

## Города-побратимы
- Даребин, Австралия
- Сейшал, Португалия